# Signe Bruun
Signe Kallesøe Bruun (sinh ngày 6 tháng 4 năm 1998) là một cầu thủ bóng đá chuyên nghiệp người Đan Mạch, hiện đang chơi ở vị trí tiền đạo cho câu lạc bộ Manchester United tại FA Women's Super League của Anh, dưới dạng cho mượn từ câu lạc bộ Lyon của Pháp và đội tuyển bóng đá nữ quốc gia Đan Mạch.

## Sự nghiệp

### Sự nghiệp câu lạc bộ
Bruun gia nhập Fortuna Hjørring từ IK Skovbakken vào năm 2014. Cô ra mắt Fortuna vào ngày 16 tháng 8 năm 2014 và ghi hai bàn trong chiến thắng 5–1 truớc Elitedivisionen Vejle. Vào ngày 8 tháng 11 năm 2014, Bruun có trận ra mắt UEFA Women's Champions League khi vào sân ở phút 74 thay cho Nadia Nadim trong trận thua 2–1 trước đội Thụy Điển FC Rosengård. Năm 2016, Bruun giành cú đúp Elitedivisionen mùa giải 2015–16 và Cúp nữ Đan Mạch với Fortuna.
Vào ngày 31 tháng 8 năm 2018, Fortuna xác nhận việc chuyển nhượng Bruun cho câu lạc bộ D1 Féminine của Pháp, Paris Saint-Germain. Trong mùa giải ra mắt, Bruun đã có 17 lần ra sân trên mọi đấu trường, ghi được 4 bàn thắng. Vào tháng 6 năm 2019, Bruun bị chấn thương ACL khiến cô phải nghỉ thi đấu một năm. Cô ấy trở lại thi đấu trong trận bán kết Coupe de France bị trì hoãn vào ngày 2 tháng 8 năm 2020, ghi bàn thắng ở phút 84 trong chiến thắng 2–1 trước Bordeaux. 7 ngày sau, cô xuất hiện với tư cách là người dự bị trong trận chung kết cúp quốc gia với Lyon. Trận đấu kết thúc không bàn thắng sau hiệp phụ. Bruun ghi bàn trong loạt sút luân lưu nhưng PSG thua 4–3.
Vào tháng 6 năm 2021, Bruun gia nhập Lyon.
Vào ngày 27 tháng 1 năm 2022, Bruun chuyển đến câu lạc bộ Manchester United thuộc giải FA nữ của Anh dưới dạng cho mượn trong phần còn lại của mùa giải 2021–22.

### Sự nghiệp quốc tế
Bruun đã chơi với tư cách là một cầu thủ trẻ quốc tế cho Đan Mạch ở các cấp độ dưới 16, dưới 17, dưới 19 và dưới 23 tuổi. Cô ấy đã kết thúc với tư cách là cầu thủ ghi bàn hàng đầu trong vòng loại Giải vô địch bóng đá nữ dưới 17 tuổi của UEFA năm 2015, đạt điểm 10 chung cuộc. Tổng số bao gồm tám bàn trong một trận đấu vòng loại với Kazakhstan vào ngày 18 tháng 10 năm 2014. Nó cân bằng kỷ lục cạnh tranh về số bàn thắng trong một trận đấu duy nhất do Vivianne Miedema lập trước đối thủ tương tự vào năm 2012. Năm 2015, anh đã ghi bàn trong ba trận đấu trong suốt vòng loại, Bruun được chọn để đại diện cho Đan Mạch tại Giải vô địch bóng đá nữ dưới 19 tuổi của UEFA 2015 tổ chức tại Israel. Cô ấy xuất hiện trong cả ba trận đấu khi Đan Mạch bị loại ở vòng bảng.
Vào ngày 24 tháng 10 năm 2017, Bruun đã ra mắt đội tuyển nữ quốc gia Đan Mạch cao cấp trong trận đấu ở vòng loại FIFA World Cup nữ 2019 với Croatia. Cô ấy vào thi đấu hai phút bù giờ khi vào sân thay cho Nadia Nadim và ghi bàn thắng đầu tiên của mình hai phút sau đó trong chiến thắng 4–0 của Đan Mạch. Vào năm 2021, Bruun đã lập kỷ lục ghi bàn trong 6 trận đấu liên tiếp cho Đan Mạch, ghi tổng cộng 12 bàn thắng trong suốt vòng loại World Cup nữ 2023.

## Đời sống riêng tư
Vào tháng 8 năm 2021, Bruun tham gia dự án nghiên cứu 10 năm của FIFPro theo dõi sức khỏe thể chất và tinh thần của các cầu thủ.

## Danh dự

### Câu lạc bộ
Fortuna Hjørring
- Elitedivisionen: 2015–16, 2017–18
- Cúp nữ Đan Mạch: 2016

Paris Saint-Germain
- Sư đoàn 1 Féminine: 2020–21[15]

### Cá nhân
Cầu thủ đột phá của năm của Đan Mạch: 2017
Cầu thủ bóng đá Đan Mạch xuất sắc nhất năm : 2021